# Лапа Сергій Володимирович
Сергій Володимирович Лапа (нар. 12 серпня 1992, Кременчук, Полтавська область, Україна) — український футзаліст, універсал угорського клубу «Ніргюляй».

## Клубна кар'єра
Вихованець кременчуцького футболу. Влітку 2009 року підписав контракт з «Кременем». Дебютував у складі кременчуцького клубу 18 липня 2009 року в програному (1:2) виїзному поєдинку 1-о попереднього раунду кубку України проти іллічівського «Бастіону». Сергій вийшов на поле на 84-й хвилині, замінивши Анатолія Тининика. У Другій лізі чемпіонату України дебютував за кременчужан 18 вересня 2009 року в нічийному (2:2) виїзному поєдинку 9-о туру групи Б проти донецького «Олімпіка». Лапа вийшов на поле на 90-й хвилині, замінивши Василя Клімова. У складі «Кременя» зіграв 13 матчів у Другій лізі та 1 поєдинок у кубку України.
Під час зимової перерви сезону 2010/11 років перейшов до «Гірника-спорту». У футболці комсомольського клубу дебютував 16 квітня 2011 року в програному (0:2) домашньому поєдинку 15-о туру групи Б Другої ліги проти донецького «Олімпіка». Сергій вийшов на поле в стартовому складі, а на 60-й хвилині його замінив Ростислав Ціх. В складі «Гірника-спорту» в Другій лізі відіграв 34 матчі, ще 2 поєдинки провів у кубку України.
Влітку 2012 року перейшов в аматорський футзальний клуб «Лукас» (Кременчук). З цим колективом пройшов шлях від учасника Третьої ліги чемпіонат Кременчука з футзалу до гравця команди чемпіонату України.
Із 2017 року захищає кольори «Темпу» (Градизьк), який виступає в першій лізі чемпіонату Полтавської області.
У літнє міжсезоння 2019 року перейшов в угорський футзальний клуб «Ніргюляй».

## Кар'єра в збірній
4 квітня 2008 року дебютував у футболці юнацької збірної України (U-16) у товариському матчі з однолітками з Туреччини.

## Статистика виступів

### Клубна
Станом на 28 червня 2010
| Клуб      | Сезон   | Ліга  | Ліга | Кубок | Кубок | Загалом | Загалом |
| Клуб      | Сезон   | Матчі | Голи | Матчі | Голи  | Матчі   | Голи    |
| --------- | ------- | ----- | ---- | ----- | ----- | ------- | ------- |
| «Кремінь» | 2009-10 | 10    | 0    | 1     | 0     | 11      | 0       |
| «Кремінь» | Загалом | 10    | 0    | 1     | 0     | 11      | 0       |
| Кар'єра   | Загалом | 10    | 0    | 1     | 0     | 11      | 0       |